# ¡Rescaten el Titanic!
¡Rescaten el Titanic! (Raise the Titanic) es una novela de aventuras escrita por Clive Cussler. Fue publicada por primera vez, en EE. UU., por Viking Press en 1976. En 1980 el libro fue adaptado para realizar una película con el mismo nombre.

## Novela
¡Rescaten el Titanic! fue el tercer libro protagonizado por Dirk Pitt, personaje principal de la serie más importante de Clive Cussler. 

### Introducción
En 1912, el RMS Titanic se hunde en el Atlántico Norte convirtiéndose en uno de los desastres marítimos más famosos de la historia. 75 años después, se descubre que en uno de los compartimientos del barco viajaba el cargamento de un raro mineral, el cual es la única fuente de poder que podría hacer funcionar un nuevo y secreto sistema de defensa estadounidense. Como el mineral se encuentra a más de 12.000 pies bajo el mar, Pitt, y sus compañeros, deberán hacer lo imposible: rescatar el Titanic. El autor basó su novela en la premisa de que el lujoso barco está en una sola pieza en el fondo marino.

### Argumento
El Dr. Gene Seagram lidera un programa secreto del Pentágono llamado Sección Meta, la cual ha intentado superar la tecnología actual. Hasta ahora han tenido un resultado: el Proyecto Siciliano, el cual usa ondas de sonido para destruir misiles balísticos.
El inmenso poder que necesita el Proyecto Siciliano para funcionar solo puede ser extraído de un raro mineral llamado bizanio. Después de que un satélite haya detectado un lugar donde puede existir bizanio la Sección Meta envía a Sid Koplin al lugar, el cual se halla en una mina abandonada en una pequeña isla en la costa norte de la URSS Al llegar ahí descubre que el bizanio había sido extraído. Mientras regresa hacia su bote oculto, Koplin es herido y capturado por un guardia soviético hasta que aparece Pitt, quien mata al guardia y lo salva.
Usando las pistas encontradas por Koplin, Seagram determina que el bizanio había sido extraído a principios del siglo XX por un grupo llamado "Los Coloradeños". El grupo fue contratado por los franceses, pero fueron persuadidos por el gobierno de EE. UU. para que robaran el mineral para los Estados Unidos. Joshua Hayes Brewster y sus hombres se entrelazan en una batalla contra asesinos franceses que trataban de evitar que salieran de Europa con el mineral. Al final, solo Brewster llegó a Inglaterra vivo, en donde compró un pasaje para el viaje inaugural del Titanic. 
Sabiendo que la única fuente de bizanio se encuentra en el fondo del Atlántico Norte, el Dr. Seagram le pide a Dirk Pitt y a la Agencia Nacional Marina y Submarina que hagan lo imposible por reflotar el Titanic. Usando los datos entregados por los científicos, Pitt es capaz de rastrear el área donde supuestamente esta el barco, utilizando submarinos de alta tecnología. Cuando encuentran una corneta que pudo pertenecer a uno de los miembros de la banda del Titanic ellos saben que están en el lugar correcto. Después de descubrir que el Titanic está completo llevan a cabo un plan que consiste en sellar todos los agujeros del barco para luego reflotar el naufragio usando aire comprimido.
Mientras todo esto pasa, la CIA convence al presidente para que le dé algo de información sobre el Proyecto Siciliano y la misión del Titanic a la URSS para que caigan en la trampa y puedan capturar a algún agente secreto soviético. Cuando los líderes de la URSS se dan cuenta de que el Proyecto Siciliano puede desestabilizar la balanza de poder y dejar su arsenal nuclear obsoleto hacen justo lo que la CIA quiere, lanzan una operación de sabotaje contra la misión o si es posible robar el bizanio ellos mismos.
Después de que Pitt reflota el Titanic y descubre al espía soviético entre ellos, todos quedan extrañados al descubrir que el bizanio nunca estuvo en el barco. Esta revelación, junto con los problemas maritales, y los del Proyecto, causan que el Dr. Seagram sufra de un colapso nervioso del cual nunca se recuperará. Luego se revela que Joshua Hayes Brewster, temeroso de no llegar a EE. UU. con vida, enterró el bizanio en el sepulcro del último compañero de su grupo, quien había sido asesinado por los franceses en la pequeña villa inglesa de Southby.

## Película
En 1980, el libro fue la base para una película titulada Rescaten el Titanic (Raise the Titanic), producida por ITC Entertainment de Lord Lew Grade , y dirigida por Jerry Jameson. El lema de la película era "Once they said God Himself couldn't sink her. Then they said no man on earth could reach her. Now–you will be there when we... RAISE THE TITANIC" ("Una vez ellos dijeron que ni el mismo Dios podría hundirlo. Luego dijeron que ningún hombre en la tierra podría tener su amor. Ahora, tú estarás ahí cuando nosotros... RESCATEMOS EL TITANIC").
Aunque la novela fue un best seller, la película obtuvo pésimas críticas y taquilla, convirtiéndose en un gran fracaso que no justificó los $40 millones de dólares que había costado producirla. Lew Grade, uno de los mayores financiadores de la película, dijo que hubiera sido más barato vaciar el Atlántico. El fracaso en taquilla de la película, combinado con otros fiascos, puso punto final a la carrera de Lew Grade en el cine. 
Por su parte, Clive Cussler quedó tan disgustado con la película que durante años se negó a que Hollywood adaptara ninguno de sus libros, hasta que en 2005 permitió que se llevara al cine su novela Sahara.

### Protagonistas
- Jason Robards - Almirante James Sandecker
- Richard Jordan - Dirk Pitt
- David Selby - Dr. Gene Seagram
- Anne Archer - Dana Archibald
- Alec Guinness - John Bigalow

### Premios y nominaciones
- Golden Raspberry Awards

Nominado: Razzie Award para peor Película (Worst Picture)
Nominado: Razzie Award para peor Guion (Worst Screenplay)
Nominado: Razzie Award para peor Actor de Reparto (Worst Supporting Actor) [David Selby]

### Diferencias entre la novela y la película
El argumento de la película, en general, sigue al de la novela, pero cambió algunas partes clave. En ambos, la relación entre Dirk Pitt y el Dr. Gene Seagram estuvo marcada por la relación previa de Pitt con la esposa de Seagram, pero mientras que, en la novela, el asunto entre Pitt y Dana Archiblad lleva a Seagram al borde del suicidio, la película, en cambio, muestra que Pitt y Seagram finalmente logran formar una amistad.
El final de la película es también distinto al de la novela. En ambos, el bizanio no está a bordo del Titanic, sino que está en una tumba en Southby. 
En la novela, el bizanio es descubierto gracias a Dirk Pitt y es usado para activar el Sistema de Defensa, cambiando completamente el equilibrio de poder. 
En la película, es descubierto por Pitt y Seagram. El sepulturero le pregunta a Pitt si quiere que excaven en la tumba. Pitt le dice a Seagram que es su decisión. Seagram decide dejarlo ahí, temiendo que en el futuro fuese utilizado para construir una "Bomba de Bizanio", como Sandecker le había contado en una escena previa a bordo del Titanic.

## Enlaces
- Raise the Titanic en Internet Movie Database (en inglés).
- Raise the Titanic en Rotten Tomatoes (en inglés).
- ¡Rescaten el Titanic! fan site (en español)

- Datos: Q287838